# Битва при Пуатьє (1356)
Битва при Пуатьє — одна з найбільших перемог англійців у Столітній війні, яка була здобута 19 вересня 1356 року під проводом Едуарда Чорного Принца над військом французького короля Іоанна II Доброго. У битві загинуло багато французьких лицарів, а Іоанн II був захоплений у полон.

## Передісторія
10 вересня 1355 року французький король Іоанн II Добрий і наваррський король Карл II уклали угоду, що становила потенційну загрозу англійським інтересам. Через це англійський король Едуард III доручив своєму сину Едуарду, принцу Уельському, який згодом став відомим під прізвиськом Чорний Принц за колір своїх обладунків, здійснити глибокий рейд (шеваше, фр. chevauchée) у землі південно-західної частини Королівства Франція. Едуард — герой битви при Кресі — склав план пройти з Бордо через французьке королівство, з'єднавшись на Луарі з військами Джона, герцога Ланкастерського. У липні він вирушив на Париж. Англійський загін виступив на північ з англійської бази в Аквітанії. Не зустрічаючи серйозного опору, англійські війська спалили безліч міст та вийшли до берегів Луари до Тура. Англійці не зуміли захопити фортецю. Спроби спалити місто теж провалились через сильну зливу. Затримкою Едуарда під Туром скористався французький король Іоанн, який виступив проти нечисленних англійських військ. Іоанн сконцентрував більшу частину своїх військ у Шартрі, на північ від обложеного Тура. Щоб досягти максимальної швидкості пересування, Іоанн розпустив свою низькокваліфіковану піхоту загальною чисельністю 15-20 тисяч вояків. Отримавши відомості про наближення французьких військ, Едуард наказав відступати. Едуард, якого переслідував французький король, з військами відступав на південь. Французи наздогнали англійців у кількох милях на південний захід Пуатьє.

## Склад сторін і розташування перед боєм

### Англійська та французька армії
Незважаючи на усі відмінності, армії Королівства Англія та Королівства Франція мали немало спільних рис як в озброєнні та оснащенні, так і в організації й комплектуванні військ. Армії включали до свого складу професійних важкоозброєних воїнів (лицарі, сквайри тощо), стрільців (лучники й арбалетники) та загони піхотинців. Значну частину піхоти, зокрема стрільців, було посаджено на коней для надання військам більшої мобільності, однак в бою вони діяли, як правило, у пішому строю.
До складу англійських військ, окрім власне англійських частин, входили загони з Гасконі, зокрема, вершники й арбалетники. Армія налічувала близько 7 тисяч воїнів. Найбільший контингент складали важкі вершники, яких підтримував нечисленний (1000 воїнів) загін лучників, арбалетників та інших піших солдатів.
Склад французьких військ був значною мірою визначений системою комплектування лицарського ополчення на письмовій чи усній контрактній основі. Така система, на відміну від аналогічної англійської, відрізнялась значною безсистемністю та неорганізованістю. Зокрема, була відсутня система постійної сплати грошей солдатам. Окрім лицарів, до складу французької армії входили напівбандитські піші формування так званих бригантів (фр. brigantes), що включали до свого складу різні роди піших військ. У складі французьких військ значне місце посідала піхота, що зазвичай переважала за чисельністю кавалерію утричі або у чотири рази. Французькі арбалетники, які довели свою неефективність у боях з англійцями, не залучались до участі в кампаніях, у зв'язку з чим у складі французької армії залишався контингент прославлених генуезьких арбалетників.

### Диспозиція битви
Французький король Іоанн II Добрий, зібравши армію до 50 тис. чоловік, швидко з'явився на Луарі. У його війську було чотири сини короля, понад 20 герцогів й до 20 тис. важкої кінноти. Англійці не знали про наближення французів, тому, під час відступу англійської армії, французи опинились попереду неї й відрізали їй шлях. Малочисельність англійського війська, якого було не більше 10 тис., змусила Едуарда вагатись, і він запропонував французам стати до мирних перемовин, пообіцявши повернути усі завоювання й 7 років не воювати. Пропозиції було відкинути: французи надто вірили в перемогу.
Військо французів зайняло рівнину, англійське — висоти в полях Мопертюї, у двох льє від Пуатьє. Місцевість, де розташувались англійські війська, була перерізана чагарниками, виноградниками, парканами. Едуард уміло розставив стрільців у чагарниках, помістивши їх і перед виходом дороги на рівнину. Праворуч на пагорбі було приховано загін вершників.
Король Іоанн, відмовившись від традиційної тактики атаки важкою кавалерією, що показала свою повну неефективність у битві при Кресі, наказав своїй важкій кінноті спішитись, залишивши верхи тільки загін елітної лицарської кінноти кількістю 500 вояків. Їхнім завданням було розсіяти англійських лучників на початку битви. Приготувавшись битись пішими, французькі лицарі укоротили свої списи і зняли шпори. Сам король, спішившись, озброївся важкою сокирою й надягнув білосніжне сюрко. Такі самі сюрко надягнули ще 19 французьких лицарів з метою заплутати англійців.
|  |  |
|  |  |

## Хід битви

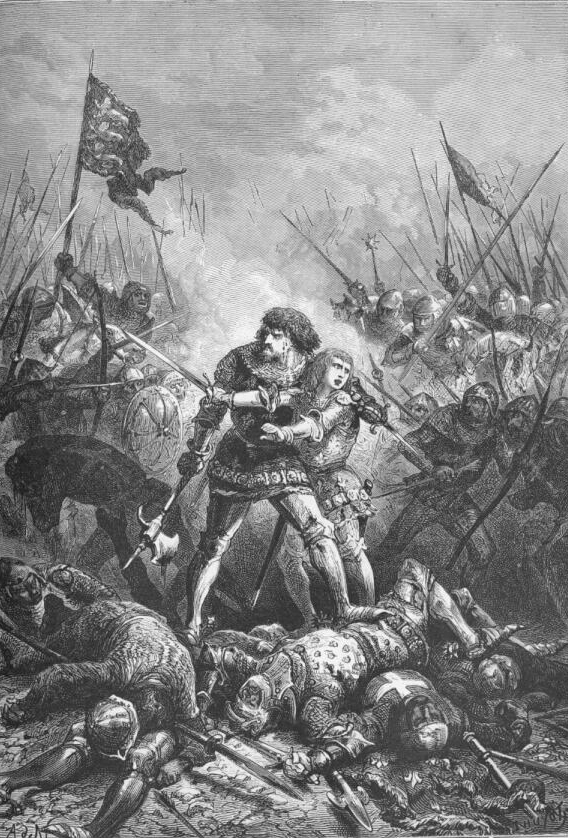
Полонення Іоанна Доброго

### Перед боєм
Вранці перед боєм в англо-гасконських військах відслужили месу, багатьох воїнів було посвячено у лицарі, після чого принц Едуард віддав свої останні інструкції. За його наказом було заборонено брати полонених до того часу, поки англійці не здобудуть вирішальну перемогу. Принц наказав своїм воїнам утримуватись від спокуси полювання за іменитими полоненими, за яких могли дати багатий викуп.

### Перша атака
На початку битви англійці під командуванням графа Ворріка симулювали відступ на своєму лівому фланзі. Невідомо, чи було це зроблено навмисне для провокування французької кінноти чи ж це було наслідком полонення англійських розвідників. Як би то не було, це спричинило поспішну атаку французьких лицарів маршала Одреєма проти англійських стрільців, які прикривали відхід своїх військ на лівому фланзі. Із наближенням французів більша частина військ Ворріка розвернулась і рушила назустріч французам. У той самий час командувач іншим французьким флангом маршал Клермонт, не згідний з діями Одреєма, також був змушений почати атаку силами французької кінноти й німецьких союзників. Помилкові висновки Одреєма, який вважав, що все англійське військо тікає, мали катастрофічне значення для подальших дій французької сторони.
Однак англійці очікували на це й почали обстріл супротивника. На лівому фланзі англійські лучники під командою графа Оксфорда, які захищали основні сили Ворріка, розташовувались у болотяній місцевості, що була непрохідною для важкої кінноти. Тому лицарі були змушені атакувати основні сили лівого флангу англійців, що відступав, минаючи позиції ворожих стрільців. Бельгійський літописець Жан Фруассар написав, що французька броня була невразливою для англійських стріл, які або ковзали бронею, або руйнувались від зіткнення. Англійська версія битви вказує на те, що їхні стріли довели здатність пробивати більшу частину броні того періоду. Подальші події показали правоту Фруассара. Перші англійські залпи не мали жодного ефекту. Однак із наближенням французів стрільці мали можливість вести вогонь по флангу лицарського війська. Броня на конях була слабшою з боків та ззаду, таким чином лучники, що знаходились у стороні від кінноти, стріляли по конях з флангів. Це було відомим методом зупинення атаки кінноти, оскільки кінь, що падає, часто руйнував єдність строю ворога. Результати були нищівними. Коні, яких також вражали з боків, починали панікувати, скидаючи з сідел лицарів та змушуючи їх тікати. Французька кіннота маршала Одреєма зазнала тяжких втрат, перш ніж досягла позицій англійських воїнів. Атаку деморалізованих і послаблених французьких лицарів було відбито англійцями.
Тим часом упевнений у відступі англійців маршал Клермонт атакував англійські позиції графа Солсбері. Цю атаку було підготовлено ретельніше: на допомогу кінноті позаду нападників рухались загони спішених лицарів. Лицарі були змушені рухатись схилом крізь розлами у паркані під обстрілом англійських лучників, які розташовувались на безпечних позиціях позаду канав та під прикриттям пагорбів. Багато важкоозброєних французьких дворян завдяки вазі своїх обладунків та кінської броні змогли проламати паркан і продовжити атаку. Невдовзі до місця бою надійшли підкріплення, і англо-гасконці завдяки значній чисельній перевазі змогли відкинути французів. Клермонт і чимало французів загинули.

### Атака Дофіна

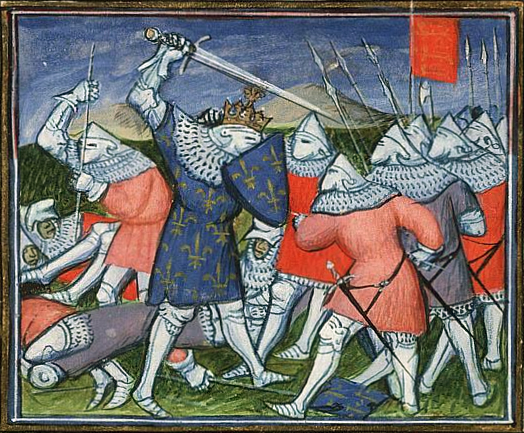
Битва при Пуатьє. Мініатюра

Ця атака супроводжувалась наступом піхоти Дофіна, який брав участь у битві, але відступив для перегрупування. Атака спішених французьких лицарів почалась перш, ніж французьке командування дізналось про розгром маршала Клермонта. Лицарі, що відступали, та їхні коні внесли певну долю безладу до лав піхоти, яка наступала. Незважаючи на гарне озброєння, лицарі просувались повільно й були ідеальними мішенями для англійських стрільців, однак більшість із них досягли паркану, що був сильно пошкоджений після минулої сутички. Це значно полегшило просування французів. Зав'язалась запекла битва, що тривала кілька годин і завершилась тільки із прибуттям підкріплень, надісланих принцом Едуардом. У бою було втрачено штандарт Дофіна, який захопили англійці. Врешті-решт французькі командири, усвідомлюючи безперспективність подальшої боротьби, наказали відступати.

### Атака герцога Орлеанського
Наступна лінія піхоти під керівництвом герцога Орлеанського, дізнавшись, що люди Дофіна зазнали невдачі, запанікувала й почала відступати, хоча багато воїнів стали до бою з англійцями. Уся армія на чолі з королем змішалась. Англійські лучники були поза зоною обстрілу французьких стрільців. Бій тривав, але Чорний принц мав резерв у лісі, який був здатний напасти на французів з флангів і тилу. Після короткої паузи принц наказав воїнам у резерві сісти верхи й атакувати французів, які боялися оточення і спробували втекти.

### Остання атака й полонення короля

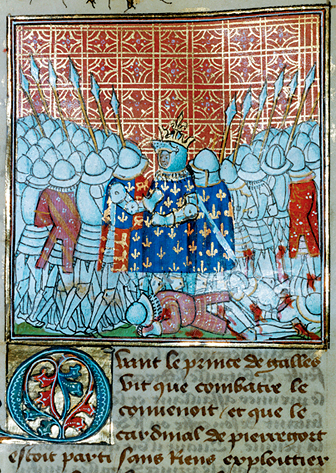
Полонення Іоанна Доброго у битві при Пуатьє. Мініатюра

Однак король Іоанн II свято вірив у те, що його участь могла кардинально змінити перебіг битви на користь співвітчизників, тому на чолі свого загону кинувся в атаку на англійців, що наступали. На фланзі королівський загін прикривали загони арбалетників під прикриттям великих щитів-павез. Незважаючи на значну перевагу супротивника, загін короля був найбільш боєздатною та дисциплінованою частиною війська, окрім того, англійці та гасконці були сильно виснажені тривалим боєм. До того ж вони були немало здивовані раптовою атакою противника, що здавався розбитим. Навіть Чорний Принц був вражений несподіваним нападом короля.
Англійські лучники зав'язали перестрілку з французькими арбалетниками, однак через дефіцит стріл і гарні обладунки супротивника ця перестрілка була безрезультатною для англійців. Завдяки цьому французи атакували англійців практично у повному складу. Однак Едуард умілим фланговим маневром зумів непомітно помістити гасконський загін позаду лівого флангу французів, після чого наказав кінноті атакувати короля. Після того, як англійські лучники використали останні стріли, принц віддав наказ про загальний наступ піхоти. Лучники повикидали луки й приєднались до нападників. Потім гасконський загін, що розташовувався в тилу французів, завдав супротивнику удару. Французькі порядки змішались. Нечисленний і розгублений королівський загін був відкинутий на південь. Лучники довершили розгром французів. Король Іоанн II Добрий хоробро бився, але був узятий у полон, разом із молодшим сином Філіппом (у подальшому герцог Бургундський Філіпп II).

## Підсумки
Загинув увесь цвіт французького лицарства. Серед убитих були герцог П'єр I де Бурбон, конетабль Франції Готьє VI де Брієнн, єпископ шалонський, 16 баронів, 2426 лицарів; разом убито 8 тис., а 5 тис. перебито під час втечі. 24 травня 1357 року полоненого короля урочисто привезли до Лондона. З Королівством Франція було укладено перемир'я на 2 роки. Викуп за короля дорівнював 2 річним прибуткам королівства. Було взято величезну здобич. Французьке королівство спохмурніло. Намісником короля став дофін Карл V Мудрий.
Невдачі у війні та гніт викупу привів простий народ Королівства Франція до серії заколотів, відомих як Жакерія. Сама ж битва, як і битва при Кресі показала, що тактика і стратегія можуть бути важливішими за кількісну та якісну перевагу.